# David Lazzaroni
David Lazzaroni, né le 4 février 1985 à Échirolles, Isère, est un sauteur à ski français.

## Biographie

### Carrière sportive
Lazzaroni commence à s'entraîner dès son enfance sur de petits tremplins et rejoint le club de l'US Autrans. En 1995, il fait son premier saut sur un tremplin K-90, à Hinterzarten (Allemagne). À l'âge de 16 ans, il arrête pendant quelque temps de s'entraîner à cause d'un manque de motivation. Cependant, quand il voit à la télévision les mauvais résultats des sauteurs à ski français au sein des JO 2002 à Salt Lake City, il décide de recommencer l'entraînement, pour qu'il fasse mieux que ses coéquipiers. Lors de sa première apparition au sein de la Coupe du monde, sur le tremplin de vol à ski à Planica (Slovénie), en mars 2002, il est le meilleur sauteur français dans l'épreuve par équipes, avant de faire ses débuts individuels à Oslo. Depuis, il a atteint plusieurs résultats dans les top 30, parmi eux la 22e place à Harrachov, en décembre 2005 pour marquer ses premiers points (top 30). Entre-temps ses meilleurs résultats sont enregistrés dans la Coupe continentale, notamment avec une quatrième place à Rovaniemi en 
décembre 2004.
En mars 2007, il signe son premier top dix dans la Coupe du monde avec une dixième place à Oslo. En mars 2008, il obtient son meilleur résultat individuel avec une sixième place à Harrachov. Avec également une septième place à Oslo, il finit l'hiver 2007-2008 au 23e rang du classement général, son dernier qu'il enregistre dans cette compétition. Dans les Championnats du monde, il compte trois sélections entre 2005 et 2009, se classant au mieux individuellement 27e au petit tremplin à Oberstdorf en 2005.
À la fin de la saison 2009-2010, où il participe aux Jeux olympiques de Vancouver (47e et 34e en individuel) il décide à seulement 25 ans de prendre sa retraite sportive en raison de problèmes dorsaux et à la suite du départ de l'entraîneur finlandais de l'équipe de France de saut à ski Pekka Niemelä.

### Vie personnelle
Sur le site de la FIS, il est indiqué que David Lazzaroni est maître nageur, il s'agit d'un job d'été qu'il a eu. David Lazzaroni a un contrat avec l'armée de l'air française.
Il est le fils d'Éric Lazzaroni, lui même sauteur a ski, devenu entraîneur de l'équipe de France de combiné nordique.

## Palmarès

### Jeux olympiques d'hiver
| Épreuve / Édition | Vancouver 2010 |
| Petit tremplin    | 47e            |
| Grand tremplin    | 34e            |
| Par équipes       | 9e             |

### Championnats du monde
| Épreuve / Édition | Oberstdorf 2005 | Sapporo 2007 | Liberec 2009 |
| Petit tremplin    | 27e             | 33e          |              |
| Grand tremplin    | 41e             | 28e          | 48e          |
| Par équipes       |                 |              | 8e           |

### Championnats du monde de vol à ski
| Épreuve / Édition | Kulm 2006 | Oberstdorf 2008 |
| Individuel        | 29e       | 29e             |
| Par équipes       |           | 8e              |

### Coupe du monde
- Meilleur classement général : 23e en 2008.
- Meilleur résultat individuel : 6e.

#### Classements généraux annuels
| Année | Rang |
| 2006  | 56e  |
| 2007  | 44e  |
| 2008  | 23e  |